# Le Tour du monde en quatre-vingts jours (pièce de théâtre de Jules Verne)
Pour les articles homonymes, voir Le Tour du monde en quatre-vingts jours (homonymie).
Le Tour du monde en quatre-vingts jours est une pièce en cinq actes et un prologue écrite par Jules Verne et Adolphe d'Ennery, d'après le roman éponyme de Jules Verne, représentée pour la première fois le 7 novembre 1874 au théâtre de la Porte-Saint-Martin.

## L'intrigue
Comme dans le roman au même titre, un gentleman anglais fait le pari d'exécuter le tour du monde en quatre-vingts jours, mais, selon les directives de Dennery, plusieurs nouveaux personnages apparaissent et des épisodes s'ajoutent (la grotte aux serpents, la chaussée des géants), qui ralentissent l'action. Le roman ne laissait aucun répit au temps, mesurant chaque seconde ; la pièce, comme le film de Michael Anderson, allonge le voyage, ce qui en réduit le rythme. La course contre la montre devient une succession de tableaux et un atlas vivant de géographie, le Phileas Fogg du roman se contentant de jouer au whist sans un regard pour les pays traversés.

## Les personnages
Par ordre d'apparition :
- Flanagan, Stuart, Ralph et autres membres du Club des Excentriques.
- Passepartout, employé du club, puis au service de Philéas Fogg.
- Margaret, lingère au club.
- Philéas Fogg[2], gentleman anglais, également membre du Club des Excentriques.
- Mustapha, gouverneur de Suez.
- Fix, policier, aux trousses du voleur de la Banque d'Angleterre.
- Archibald Corsican[3], citoyen des États-Unis d'Amérique, qui n'a qu'un souhait : être admis.
- Aouda, veuve du rajah.
- Nakahira, esclave malaise, aide Aouda à s'enfuir.
- Le Parsi, donne asile à Aouda.
- Le chef des brahmanes.
- Néméa, sœur d'Aouda.
- Le magistrat, deux policemen.
- Une jeune malaise.
- Un tavernier.
- Deux cantonniers.
- Le chef Paunie, Paunies.
- Un conducteur.
- Un sergent, des soldats américains.
- Le Capitaine de l'Henrietta.
- Un contremaître, des matelots.

## Création de la pièce
« J'ai toujours eu beaucoup de goût pour la scène et tout ce qui a rapport à l'art théâtral. Une des plus grandes joies de ma vie d'écrivain m'a été apportée par le succès qu'ont obtenu à la scène plusieurs de mes romans. »
En fait, seuls quatre romans de Jules Verne ont connu les honneurs de la scène : Le Tour du monde en quatre-vingts jours, Michel Strogoff, Les Enfants du capitaine Grant et Kéraban-le-Têtu.
Indubitablement, c'est la première de ces pièces qui connut le plus énorme succès. Eugène Ritt et Henri Larochelle, directeurs du théâtre de la Porte-Saint-Martin, qui renaissait de ses cendres après son incendie en 1871, durant la Commune de Paris, venaient de monter Les Deux Orphelines, le 20 janvier 1874, d'Adolphe Dennery. Prenant contact avec Verne, ils lui proposèrent de s'entendre avec Dennery pour transformer le roman en pièce.
Jules Verne séjourne à la Villa Les Chênes Verts de Dennery au cap d'Antibes de mi-novembre au 10 décembre 1873 puis de la mi-février au 4 avril 1874 pour travailler à l'adaptation avec Dennery, puis à Uriage-les-Bains en juillet 1874 pour l'aboutissement du travail.
Le travail de Dennery consista particulièrement à rajouter des personnages, surtout féminins, ce qui aboutit au fait qu'à la fin, presque tout le monde se marie, et à insérer des tableaux tels que la grotte aux serpents ou la rencontre avec le chef Paunie (épisodes qui n'existent pas dans le roman). D'ailleurs, le "Grand dictionnaire universel du XIXe siècle exprime bien cette idée :
« M. Dennery n'a pas eu beaucoup à faire pour découper en tableaux le livre de son collaborateur ; même on peut dire que ce qu'il a ajouté pour les besoins de la scène ne vaut pas grand-chose. Trouvant que ce n'était pas assez de faire susciter des embarras au voyageur par l'agent de police Fix, il a imaginé un Archibald Corsican qui, blackbouté au club, veut se venger de Philéas Fogg, son ennemi, et le suit dans sa pérégrination autour du monde en le forçant à dégainer à chaque action. Cette série de coups d'épée sent un peu trop Les Trois mousquetaires et n'a rien d'anglais. Enfin, Corsican, blessé à chaque rencontre, finit par rester tranquille et accompagne Philéas Fogg en ami. Les héros du voyage étant deux, il leur faut deux femmes, mais Aouda a une sœur et la course à travers les mers s'achève en partie carrée. »
Les deux directeurs du théâtre ne reculent devant rien pour assurer le succès de la pièce. Stéphane Mallarmé, qui tient alors la « Chronique de Paris » dans le journal La Dernière Mode, avance le chiffre de 150 000 francs de l'époque pour les dépenses. Ritt et Larochelle n'hésitent pas à embaucher un éléphant qui restera légendaire et animera les potins des gazettes. Verne commence à s'inquiéter de cette débauche d'argent, se souvenant des difficultés du Théâtre-Lyrique, dont il était secrétaire avant ses premiers romans. Durant une répétition, il demande à son ami, Félix Duquesnel, plus tard directeur du théâtre du Châtelet : « Est-ce bien un succès ? » ; « Ce n'est pas un succès, c'est une fortune ! », répondit son interlocuteur.

### Distribution
- Louis Dumaine : Archibald Corsican.
- Lacressonnière : Phileas Fogg (François-Joseph Regnier comme remplaçant en 1876 et 1878)[11], puis Joseph Joumard en 1884 et 1896[12].
- Henry Vannoy : Fix.

## Les représentations
Le 7 novembre 1874, la première de la pièce est un triomphe. La musique de scène est signée Jean-Jacques-Joseph Debillemont. Tout Paris veut assister au spectacle. Avant même le jour de la représentation, Mallarmé écrit :
« Ainsi, au moment où Paris regarde, non sans un véritable intérêt, sortir de la désuétude, afin de les y faire rentrer sciemment, les pièces reprises par la Porte-Saint-Martin de ce noble Casimir Delavigne, à commencer par Don Juan d'Autriche, il n'ignore pas qu'extraordinaire, vraiment par le seul chiffre des dépenses invoquées, 150 000 francs, le Voyage autour du monde, cette féerie, ce drame, cet atlas vivant de géographie, joint à tout le reste les noms populaires de Dennery et du très curieux Jules Verne. »
La pièce sera jouée sans interruption du 7 novembre 1874 au 19 décembre 1875 (414 représentations). Pour comprendre l'engouement du public, il suffit de citer une lettre de Victor Hugo à Ritt et Larochelle : « Mes excellents et chers directeurs, toute ma maisonnée veut revoir et refaire le Tour du monde, cet étonnant succès. Voulez-vous être assez bons pour leur donner quatre places pour ce soir mardi. Remerciement cordial. » Les caricaturistes s'en mêlent. Alfred Le Petit fait de Jules Verne un acrobate jonglant avec notre planète, avec pour légende du dessin : 
« Ce n'est pas seulement pendant quatre-vingts jours,
C'est pendant quatre cents, six cents, huit cents, toujours
Qu'il montrera son tour au public idolâtre.
Heureux public! Heureux auteur! Heureux théâtre ! »
Adolphe d'Ennery touche 7 % des recettes, Verne 5 % dont il abandonne la moitié, 1,5 % à Édouard Cadol et 1 % à Émile de Najac. Ce dernier, secrétaire de la Société des auteurs et compositeurs dramatiques, avait été chargé de faire une adaptation destinée aux États-Unis à partir de la deuxième version établie par Cadol, version qui n'aboutit pas.
Les directeurs de la Porte Saint-Martin reprennent la pièce pour l'Exposition universelle, en surenchérissant sur les décors. Elle tient l'affiche du 1er juin au 10 novembre 1878. Nouvelle reprise au théâtre du Châtelet, le 20 novembre 1886 jusqu'au 20 mars 1887, atteignant la 1 000e le 13 janvier. En avril 1898, on atteignait les 1 550 représentations. Pendant plus de soixante ans, la pièce fut remontée au Châtelet, avec le même succès, jusqu'au début de la Seconde Guerre mondiale.
Jean Cocteau, se lançant sur les traces de Phileas Fogg, du 28 mars au 17 juin 1936, donnait ses impressions à Paris-Soir. Il écrit : 
« Le chef-d'œuvre de Jules Verne, sous sa couverture rouge et or de livre de prix, la pièce qui en fut tirée, derrière le rideau or et rouge du Châtelet, ont excité notre enfance et nous ont communiqué plus que les mappemondes, le goût des aventures et le désir du voyage. « Trente mille banknotes pour vous, Capitaine, si nous arrivons avant une heure à Liverpool. » Ce cri de Phileas Fogg reste pour moi l'appel de la mer. »
Alors que la pièce connaissait un succès retentissant à Paris, elle fut montée à Bruxelles dès le mois de février 1875 au théâtre des Galeries Saint-Hubert. À cette époque, Delvil, le directeur, fait représenter des pièces à grand spectacle. Il fut remarquablement inspiré en acceptant l'idée. La première eut lieu le mardi 23 février 1875 et la pièce fut jouée sans interruption  jusqu'au 30 juin, puis du 16 août au 26 décembre 1875. Dans la presse, on pouvait lire : 
« Allons-y du cliché obligatoire - et gratuit - Le Tour du monde fait tous les soirs salle comble et le succès de la grande pièce de Verne et Dennery en a pour de longs mois avant d'être seulement entamée. La moyenne des recettes est de 3 700 FB par soirée... Il y a beau temps que pareille pluie d'or n'était tombée dans la caisse de l'un de nos théâtres bruxellois. »
Il y eut même certains directeurs de théâtre qui tentèrent de reconquérir le public en montant des spectacles concurrents. Ils en furent pour leurs frais.

## Une première pièce inédite
Durant les dernières décennies, les recherches et les études verniennes ont permis de mettre au jour un nombre important de textes inédits ou inconnus. Outre les versions originales des romans posthumes réécrits par Michel Verne, les cahiers de poésie et quelques œuvres de jeunesse, nous pouvons avoir aujourd'hui accès à toutes les pièces de théâtre conçues par Verne avant le succès des Voyages extraordinaires. Il y en avait une pourtant dont beaucoup de verniens admettaient l'existence, mais le texte n'avait pas été retrouvé. C'est chose faite. Il s'agit de la première version du Tour du monde en quatre-vingts jours qui fut entreprise en même temps que l'écriture du roman. Ainsi rédigée dès 1872, avec la collaboration d'Édouard Cadol, la pièce comportait au départ 20 tableaux, qui furent réduits à 16, devant le refus des directeurs de théâtre. En 1870, Verne envisage d'adapter un de ses romans à la scène. Il s'en ouvre à Henri Larochelle, alors directeur du théâtre de Cluny. L'auteur pense aux Aventures du capitaine Hatteras. Mais il y renonce assez vite. Il ne subsistera qu'un plan pour ce projet. La femme de Larochelle le met en contact avec Édouard Cadol (1831-1898). Verne lit dans un journal amiénois le récit d'Edmond Plauchut. Avec Cadol, il commence à plancher sur la pièce. Verne fournit les idées et la trame du récit. Il écrit à Hetzel : « Mon cher maître, j'ai fini la pièce en question : c'est-à-dire que ma part de travail touche à sa fin. J'ai fort pioché. » Puis il entame la rédaction du roman : « Si vous saviez comme ce voyage autour du monde en 80 jours m'amuse à faire ! (...) Inutile de dire que je laisse de côté toute préoccupation de pièce, et que, pour le livre, je m'écarte souvent du plan arrêté par Cadol et moi. Je n'ai jamais mieux vu combien un livre différait d'une pièce. »
Édouard Cadol préférait la création de la pièce au théâtre de la Gaîté, alors dirigé par Jacques Offenbach, mais Verne hésitait. Le théâtre de la Porte-Saint-Martin, repris alors par Ritt et Larochelle, lui demandait de monter la pièce avec, cette fois, l'aide de Dennery. Henri Larochelle, ami de Cadol, fut au centre de la polémique. En effet, devenu copropriétaire de la Porte-Saint-Martin, c'est lui qui avait proposé à Verne, par l'intermédiaire de sa femme, de rencontrer Cadol. De fait, d'après François Oswald, « Il était impossible d'avoir accouplé deux natures plus dissemblables. Ils s'en aperçurent vite. (...) Très sédentaire, trop enclin à se claquemurer, Cadol avait affaire à l'homme le plus fanatique de mouvement, de grand air. Il lui écrivait à Paris, l'y ayant vu la veille ; Verne lui répondait d'Amiens, du Crotoy, de Brest, une fois de Jersey, pour lui donner rendez-vous ici ou là ; jamais chez lui. C'était tantôt dans le cabinet d'Hetzel, ou chez un tiers, parfois sur tel ponton des bateaux-mouches de la Seine. »

## La polémique Verne-Cadol
Dennery accepta l'offre, mais donna comme condition de refaire la pièce, que plusieurs théâtres avaient refusée, et de ne pas s'occuper de la première mouture. Verne se remit au travail pour rédiger un nouveau texte qui suivrait au plus près les péripéties du roman. Pour Cadol, exclu de facto, ce fut la goutte d'eau qui fit déborder le vase. Bien que Verne lui proposât le quart des droits de représentation, Dennery s'étant octroyé d'office la moitié, il ne décoléra pas. Dans Le Figaro, Gustave Lafargue, rédacteur de la rubrique Courrier des théâtres, répond à un confrère : 
« Notre confrère Paul Valentin pense qu'en annonçant le départ de M. Verne pour Antibes, où il va travailler avec M. Dennery à un grand drame, Le Tour du monde, nous avons oublié :
1°- que cette pièce qui doit être jouée à la Porte-Saint-Martin, est presque terminée.
2°- de nommer un des collaborateurs qui a écrit une quinzaine de tableaux de cette pièce. Nous voulons parler de M. Édouard Cadol.
Nous répondrons à notre confrère, que du drame dont nous avons parlé, il n'y a pas une seule ligne d'écrite, et que les deux auteurs seront : MM. Dennery et Verne. »
Aussitôt, Cadol attaque Jules Verne.
Le numéro du Figaro tombe sous les yeux de Verne, alors en séjour à Antibes, dans la villa de Dennery, où il travaille à la pièce. Il répond tout de suite aux allégations de Cadol.
« Monsieur,
J'ai lu dans le Figaro la lettre que Cadol vous a adressée au sujet de la pièce Le Tour du monde en quatre-vingts jours. J'ai deux importantes rectifications à faire, et j'ai l'honneur de vous les transmettre :
1°- Cadol n'a pas eu à montrer de répugnance pour la nouvelle combinaison dont il s'agit, et que je lui ai fait connaître. En effet, la pièce n'ayant été acceptée ni au Châtelet ni à la Porte-Saint-Martin, il m'a donné par écrit carte blanche pour en disposer comme il me conviendrait, sans même que je fusse obligé de le consulter, ce sont ses propres expressions. J'étais donc libre d'agir, j'ai agi, et je suis certain de l'avoir fait au mieux de ses intérêts.
2°- J'affirme, en outre, que Cadol n'a aucunement collaboré au livre, lorsque nous avons été mis en rapport : tout, dans ce livre, prologue, incidents, dénouement, personnages, Fogg, Fix, Aouda, Passepartout, était imaginé ; que les incidents, sans en excepter un seul, se déroulaient comme ils se déroulent, qu'aucune situation n'a été modifiée ou ajoutée par Cadol ; enfin, que j'avais fait le plan détaillé à mon éditeur Hetzel, qui pourra l'attester au besoin.
Donc, collaboration à la pièce non acceptée, oui ; collaboration au livre, non. J'ajoute que, bien que mon nouveau collaborateur, M. Dennery, n'ait pris et ne doive prendre aucune connaissance de l'ancienne pièce, les droits de Cadol ont été justement réservés dans les produits de la nouvelle.
Je tenais, Monsieur, à établir la situation pour le passé aussi bien que pour l'avenir, et je vous prie d'agréer l'assurance de toute ma considération. »
Cadol réplique avec acrimonie et ironie.
« M'y voilà pris, mon cher Lafargue, et je suis confondu; c'est bien fait! Je n'avais qu'à tirer reçu de M. Verne, chaque fois qu'en établissant le plan du Tour du monde je fournissais quoi que ce fût. Je l'ai négligé, faute d'ordre: qu'il en soit donc le bon marchand.
D'ailleurs, rien de plus vraisemblable que je me sois réduit au rôle de secrétaire, écrivant servilement et avec déférence sous sa dictée. Cela est - comme vous savez - d'un usage constant dans nos rapports professionnels, et c'était visiblement la seule attitude qui me convint, en face d'un talent tel que le sien (...). »
Agacé, Verne ne réplique pas à l'ironie malveillante de Cadol. L'histoire semble être oubliée. Mais, en 1889, pour un billet d'entrée refusé, Cadol se plaint à la Société des auteurs, avec la même animosité, alors qu'il touche toujours sa part de bénéfices,.